# ドーソン区
ドーソン区（ドーソンく、ベトナム語：Quận Đồ Sơn / 郡塗山）は、ベトナム社会主義共和国のハイフォン市に存在する区 (郡)。面積は42.37 km²、人口は102,234人（2018年）である。

## 行政
ドーソン区は7の坊を管轄している。
- バンラ（Bàng La / 龐羅）
- ホップドゥク（Hợp Đức / 合德）
- ミンドゥク（Minh Đức / 明德）
- ゴクハイ（Ngọc Hải / 玉海）
- ゴクスエン（Ngọc Xuyên / 玉川）
- ヴァンフオン（Vạn Hương / 万香）
- ヴァンソン（Vạn Sơn / 万山）